# Newmaniana
Newmaniana är ett släkte av insekter. Newmaniana ingår i familjen dvärgstritar.
Kladogram enligt Catalogue of Life:
| Newmaniana | \| \| Newmaniana mullensis \| \| \| \| \| \| Newmaniana queenslandensis \| \| \| \| |
|            | \| \| Newmaniana mullensis \| \| \| \| \| \| Newmaniana queenslandensis \| \| \| \| |
|            | Newmaniana mullensis                                                                |
|            |                                                                                     |
|            | Newmaniana queenslandensis                                                          |
|            |                                                                                     |